# Orgels van de Bethelkerk in Ede
In de Bethelkerk in de Nederlandse plaats  Ede bevinden zich 2 orgels.

## Hoofdorgel

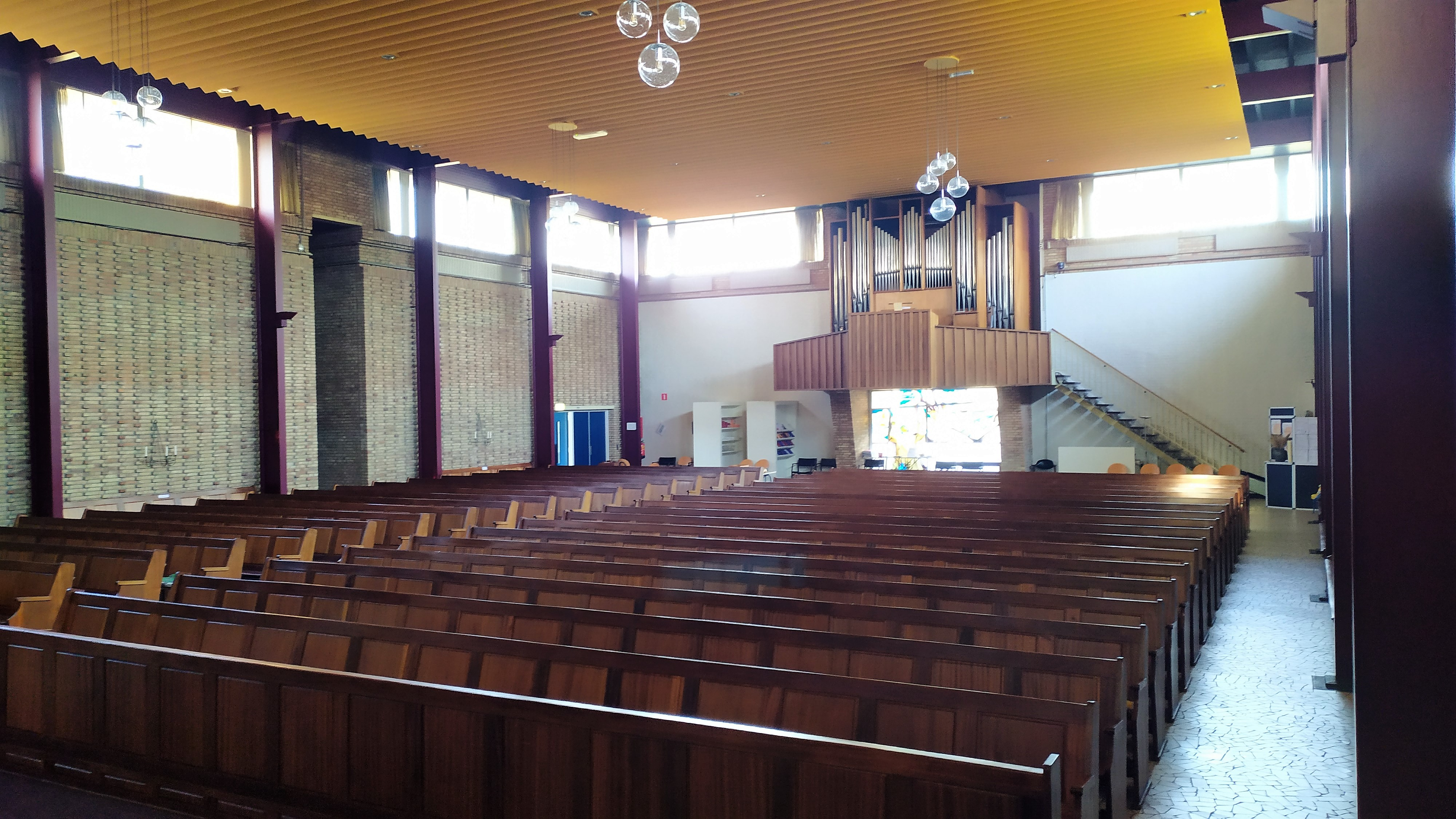
Het hoofdorgel (2022)

Het hoofdorgel van de Bethelkerk in Ede is een pijporgel met elektro-pneumatische tractuur. Het instrument werd nieuw gebouwd door de firma B. Pels & Zoon uit Alkmaar (sinds 1964 Pels & Van Leeuwen) en was in 1965, enkele maanden na de opening van de kerk, gereed. In 1964 werd het orgel in de Oude Kerk in Ede vervangen. Uit het oude Schwartze-orgel van deze kerk is de Fagot 16' in het zwelwerk afkomstig. In 2014 is het orgel gerenoveerd door orgelbouwer Van Vulpen. Hierbij is onder andere een setzer toegevoegd.
Hieronder volgt de dispositie:
| Hoofdwerk C-g’’’      |    |
| Prestant              | 8' |
| Bourdon               | 8' |
| Octaaf                | 4' |
| Gedekte fluit         | 4' |
| Octaaf                | 2' |
| Sesquialter III sterk |    |
| Mixtuur III-V sterk   |    |
| Trompet               | 8' |

| Zwelwerk C-g’’’     |        |
| Roerfluit           | 8'     |
| Quintadeen          | 8'     |
| Salicionaal         | 8'     |
| Prestant            | 4'     |
| Openfluit           | 4'     |
| Nasard              | 2 2/3' |
| Blokfluit           | 2'     |
| Scherp III-IV sterk |        |
| Fagot               | 16' *  |
| Hobo                | 8'     |
| Tremulant           |        |

| Pedaal C-f’ |     |
| Subbas      | 16' |
| Octaaf      | 8'  |
| Gedekt      | 8'  |
| Octaaf      | 4'  |
| Fagot       | 16' |

| Koppelingen |
| Ped. + HW   |
| Ped. + ZW   |
| ZW + HW     |
| HW + ZW 16' |
| ZW + ZW 16' |

Speelhulpen: vrije combinatie, vaste combinaties, tongwerken uit, generaal crescendo en automatisch piano-pedaal, setzer
* Afkomstig uit het Schwartze-orgel van de Oude Kerk

## Koororgel

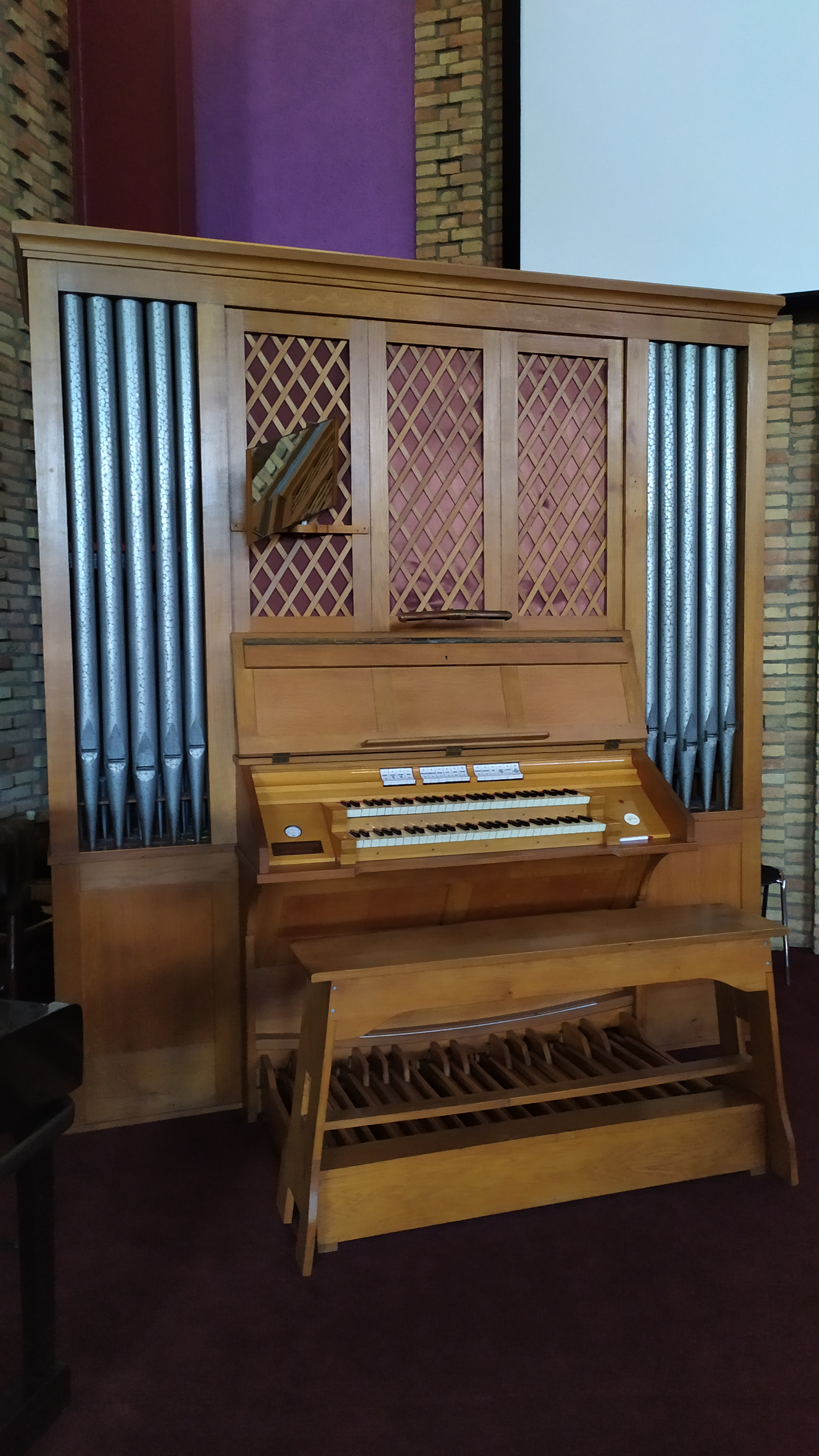
Het koororgel (2022)

Op het podium voor in de kerk staat sinds 2010 een zogenaamd unit-orgel uit 1959 van de firma Verschueren uit Heythuysen. Dit orgel is afkomstig uit het voormalig klooster Mariabosch in Baexem. Hieronder volgt de dispositie:
| Manuaal I C-g’’’ |             |
| Prestant         | 8' vanaf cº |
| Roerfluit        | 8'          |
| Octaaf           | 4'          |
| Fluit            | 4'          |
| Kwint            | 22/3'       |
| Octaaf           | 2'          |

| Manuaal II C-g’’’ |             |
| Bourdon           | 8'          |
| Prestant          | 4'          |
| Fluit             | 4'          |
| Nachthoorn        | 2'          |
| Larigot           | 1 1/3'      |
| Sesquialter II    | 22/3'-13/5' |

| Pedaal C-f’ |       |
| Subbas      | 16'   |
| Gedektbas   | 8'    |
| Octaaf      | 4'    |
| Kwint       | 22/3' |

4 stamregisters: Bourdon 16-8-4-2, Prestant 4-2, Kwint 22/3-11/3, Terts 13/5 vanaf c'